# 龔雲致
龔雲致（1554年—？），字迪潤，號潤寰、閏寰，福建泉州府晉江縣人，鹽籍，明朝政治人物。

## 生平
萬曆十年（1582年）壬午科福建鄉試第十五名舉人，萬曆十一年（1583年）聯捷癸未科會試第一百三十五名，登三甲第二名進士。礼部觀政，本年授中书舍人，十六年三月选授試監察御史，十七年长芦巡盐，本年巡按淮揚，十九年三月以事降为杂職，降为添注应天府照磨所简较，二十年升太僕寺丞，二十一年升刑部员外郎，二十二年調兵部，二十三年升兵部郎中，二十六年七月升湖广按察司副使，二十七年京察降一级，三十三年八月降任河南汝州知州。三十五年升雲南佥事。

## 家族
曾祖龔永；祖父龔裕；父龔時應，曾任貢士。母陳氏；繼母張氏。永感下。兄雲會、龔廷賓（同科进士）。弟雲燿、雲敷、雲敭。孫龔龍見，顺治戊戌進士。